# Информациони систем географских имена
Информациони систем географских имена (ГНИС) је база података о називима и информацијама о локацији за више од два милиона физичких и културних обележја широм Сједињених Држава и њихових територија; придружене државе Маршалска острва, Савезне Државе Микронезије и Палау; и Антарктика. Развио га је Геолошки завод Сједињених Америчких Држава (УСГС) у сарадњи са Одбором за географска имена Сједињених Држава (БГН) у циљу промовисања стандардизације назива обележја.
Подаци су прикупљани у две фазе. Иако је разматрана трећа фаза, која би се бавила променама имена тамо где се локална употреба разликовала од мапа, она никада није започета.
База података је део система који укључује називе топографских карата и библиографске референце. Наводе се називи књига и историјских мапа које потврђују обележје или назив места. Имена варијанти, алтернативе званичним савезним називима за обележје, такође се бележе. Свака карактеристика добија трајни, јединствени идентификатор записа обележја, који се понекад назива ГНИС идентификатор. База података никада не уклања унос, „осим у случајевима очигледног дуплирања“.

## Оригиналне сврхе
ГНИС је првобитно дизајниран за четири главне сврхе: да елиминише дуплирање напора на разним другим нивоима власти који су већ прикупљали географске податке, да обезбеди стандардизоване скупове географских података за владу и друге, да индексира сва имена која се налазе на званичним картама Савезне и државне америчке владе, као и да се обезбеде јединствена географска имена за савезну владу.